# Dix-huitième amendement de la Constitution des États-Unis

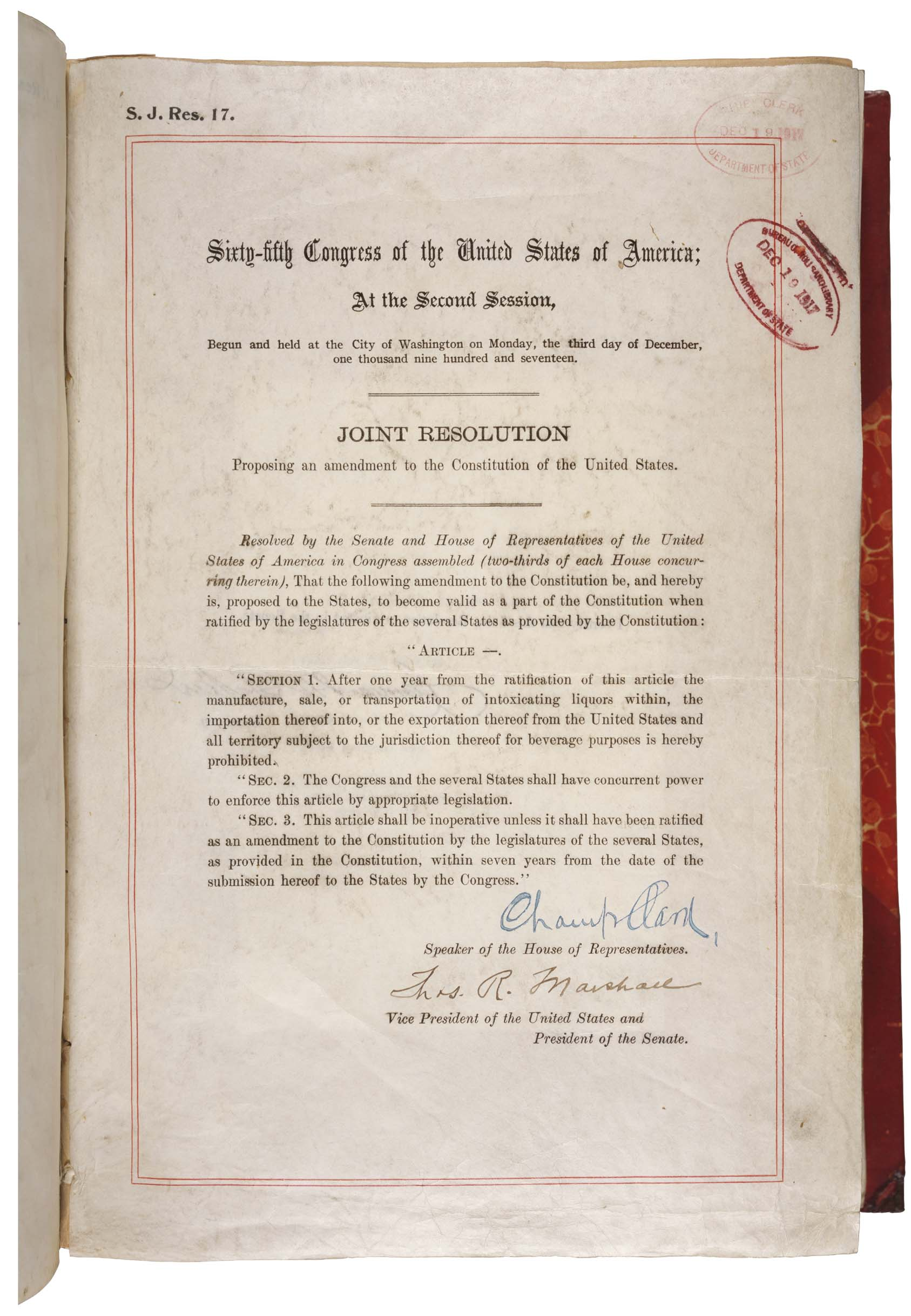
Amendment XVIII dans les Archives nationales.

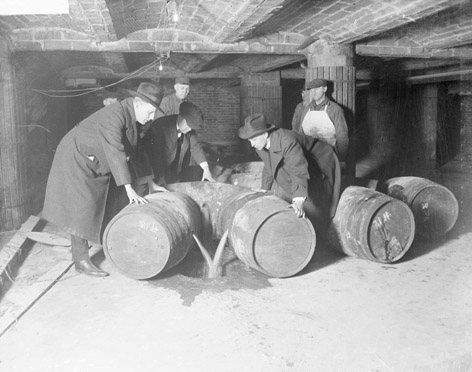
Barils d'alcool détruits par des agents de la prohibition.

Le 18e amendement de la Constitution des États-Unis, complété par le Volstead Act (qui définit les boissons alcoolisées, excluant celles utilisées à des fins religieuses vendues dans tout le pays), a institué la prohibition. Sa ratification a été homologuée le 16 janvier 1919. Il est le seul amendement de la Constitution à avoir été abrogé (par le 21e amendement), en 1933.

## Texte
Le texte du 18e amendement est le suivant :
« Section 1. After one year from the ratification of this article the manufacture, sale, or transportation of intoxicating liquors within, the importation thereof into, or the exportation thereof from the United States and all the territory subject to the jurisdiction thereof for beverage purposes is hereby prohibited.

Section 2. The Congress and the several States shall have concurrent power to enforce this article by appropriate legislation.

Section 3. This article shall be inoperative unless it shall have been ratified as an amendment to the Constitution by the legislatures of the several States, as provided in the Constitution, within seven years from the date of the submission hereof to the States by the Congress. »
« Article 1 : L'année suivant la ratification de cet article, la production, la vente ou le transport de boissons alcoolisées sont interdits. L'importation vers les États-Unis ou l'exportation en provenance des États-Unis et de tous les territoires sous leur juridiction à des fins de consommation sont également interdites.

Article 2 : Le Congrès et les divers États auront concurremment le pouvoir de faire appliquer cet article par une législation appropriée.

Article 3 : Le présent article sera inopérant s'il n'est pas ratifié comme amendement à la Constitution par les législatures des différents États, comme le prévoit la Constitution, dans les sept ans à compter de la date de présentation à ces États par le Congrès. »

## Proposition et ratification
Après de fortes pressions sur les législateurs résultants des mouvements de tempérance, la Chambre des représentants a adopté l'amendement le 18 décembre 1917. Il a été définitivement ratifié le 16 janvier 1919, ayant été approuvé par les trente-six États nécessaires. Il est entré en vigueur un an après sa ratification, le 17 janvier 1920 (certains États avaient déjà imposé cette interdiction dans leur territoire avant la ratification du XVIIIe amendement). Cet amendement n'interdisait pas la consommation d'alcool en elle-même, mais rend plus difficile de s'en procurer légalement.
Au départ, la Chambre des représentants adopta la résolution appelant à l'amendement le 17 décembre 1917.
Quand le Congrès présenta cet amendement aux États pour qu'ils le ratifient, ce fut la première fois qu'un projet de loi portait une date butoir pour sa ratification. La validité de l'amendement fut contestée sur cette base mais la Cour suprême statua en 1921, soutenant la constitutionnalité de telles dates limite. Il a été officiellement proposé par le Congrès quand le Sénat a adopté la résolution le jour suivant, le 18 décembre.
La ratification a été achevée le 16 janvier 1919, quand trente-six des quarante-huit États alors dans l'Union l'eurent ratifié. Le 29 janvier, le sous-secrétaire d'État en fonction, Frank Polk (en), certifia la ratification officielle.
Les États suivants ratifièrent l'amendement :
1. Mississippi (7 janvier 1918)
2. Virginie (11 janvier 1918)
3. Kentucky (14 janvier 1918)
4. Dakota du Nord (25 janvier 1918)[3]
5. Caroline du Sud (29 janvier 1918)
6. Maryland (13 février 1918)
7. Montana (19 février 1918)
8. Texas (4 mars 1918)
9. Delaware (18 mars 1918)
10. Dakota du Sud (20 mars 1918)
11. Massachusetts (2 avril 1918)
12. Arizona (24 mai 1918)
13. Géorgie (26 juin 1918)
14. Louisiane (3 août 1918)[4]
15. Floride (27 novembre 1918)
16. Michigan (2 janvier 1919)
17. Ohio (7 janvier 1919)
18. Oklahoma (7 janvier 1919)
19. Idaho (8 janvier 1919)
20. Maine (8 janvier 1919)
21. Virginie (9 janvier 1919)
22. Californie (13 janvier 1919)
23. Tennessee (13 janvier 1919)
24. Washington (13 janvier 1919)
25. Arkansas (14 janvier 1919)
26. Illinois (14 janvier 1919)
27. Indiana (14 janvier 1919)
28. Kansas (14 janvier 1919)
29. Alabama (15 janvier 1919)
30. Colorado (15 janvier 1919)
31. Iowa (15 janvier 1919)
32. New Hampshire (15 janvier 1919)
33. Oregon (15 janvier 1919)
34. Nebraska (16 janvier 1919)
35. Caroline du Nord (16 janvier 1919)
36. Utah (16 janvier 1919)
37. Missouri (16 janvier 1919)
38. Wyoming (16 janvier 1919)
39. Minnesota (17 janvier 1919)
40. Wisconsin (17 janvier 1919)
41. Nouveau-Mexique (20 janvier 1919)
42. Nevada (21 janvier 1919)
43. New York (29 janvier 1919)
44. Vermont (29 janvier 1919)
45. Pennsylvanie (25 février 1919)
46. New Jersey (9 mars 1922)

Les États suivants rejetèrent l'amendement :
1. Connecticut[5]
2. Rhode Island

## Abrogation

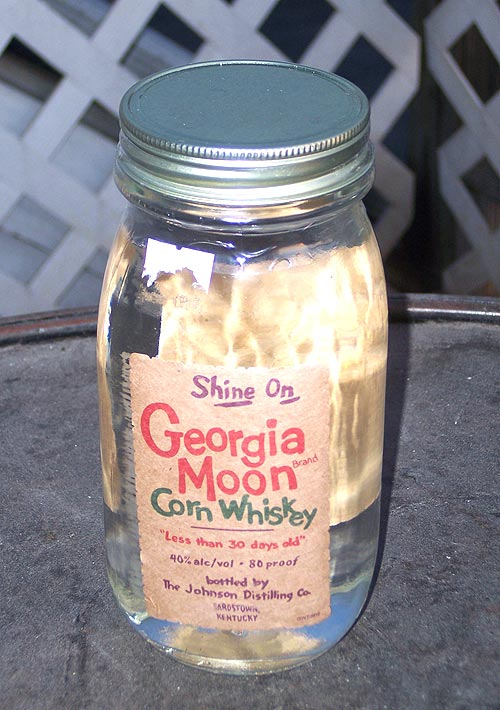
Whisky de maïs Georgia Moon.

À cause de la consternation des Américains lors de l'apparition de la prohibition, il y eut une augmentation considérable du crime organisé aux États-Unis en réponse à la demande publique d'alcool illégal. Des discussions ont lieu au Congrès pour au moins alléger la loi. Ainsi le sénateur
John J. Blaine menait un comité favorable aux boissons alcoolisées à moins de 4 % (visant principalement la bière). Finalement, dès le début de la présidence de Franklin Delano Roosevelt, le Blaine Act est adopté le 17 février 1933 qui lance l'abrogation du Dix-huitième amendement, abrogation obtenue avec l'adoption du XXIe amendement de la Constitution des États-Unis le 5 décembre 1933. Il reste le seul amendement constitutionnel à avoir été abrogé dans son intégralité.